# Tales from the Hood
Tales from the Hood è un film del 1995, diretto da Rusty Cundieff, prodotto da Spike Lee.